# El machmoum
El machmoum  ou le nom complet est  EL machmoum eli chamitou  (en arabe algérien: المشموم اللي شميتو, المشموم) est une pâtisserie algérienne, crée par le chef Rachid Tahanout, à base de pâte  d'amandes,  décorée de pignons et pistaches pour former une fleur dont la base est ornée, facultativement, d'une pâte à sucre.

## Étymologie
En dialecte algérien,  EL machmoum eli chamitou signifit ce que j'ai senti. Comme le gâteau a la forme d'une fleur, le dégustateur peut sentir l'odeur avant même de le manger.

## Préparation
La base de ce gâteau est une pâte d'amandes constituée d'amandes réduits en poudre mélangés avec du sucre glace et ramassés avec du sirop pour obtenir une pâte homogène. 
La fleur est formée en passant la pâte dans un moule puis on la laisse reposer. Pour la décoration, des pistaches sont piqués sur les bords et les pignons au centre en entourant la base de la fleur avec une bandelette réalisée à la pâte à sucre.